# ذنبيات القدم
ذنبيات القدم أو ذوات القدم الذيلية (الاسم العلمي: Uropodidae)، هي فصيلة من السوس تتبع رتبة متوسطات الفوهات.